# 해만년
해만년(解萬年, ? ~ ?)은 전한 말기의 관료이다.

## 행적
성제 때 장작대장을 지내고 있었던 해만년은 종사중랑(從事中郞) 진탕과 함께 이렇게 의논하였다.
| “ | 무제 때의 장인 양광은 만든 물건이 무제의 마음에 들어 장작대장이 되었고, 대사농중승 경수창은 두릉(杜陵)을 조성하여 관내후에 봉해졌으며, 장작대장 승마연년은 노고를 인정받아 봉록이 중이천석에 이르렀다. 지금 능을 조성하면 해만년은 큰 상을 받을 것이고, 진탕 또한 집과 밭을 받을 것이니 서로에게 이익이다. | ” |

진탕은 이익을 추구하는 생각에 성제에게 창릉(昌陵) 조성을 건의하였고, 해만년은 일을 삼 년이면 끝마칠 수 있다고 장담하였다.
성제는 재가하고 작업을 시작하는 한편 백성들을 이주시켰다. 그러나 5년이 되도록 일을 마치지 못하였고, 많은 신하들이 불편을 호소하였다. 결국 영시 원년(기원전 16년)에 작업이 취소되었고, 이듬해에 해만년과 진탕은 돈황으로 유배되었다.

## 출전
- 반고, 《한서》
  - 권10 성제기
  - 권70 부상정감진단전
  - 권93 영행전

| 전임 승마연년 | 전한의 장작대장 ? ~ 기원전 16년? 15년? | 후임 이장? 교망? |